# Rainau
Rainau – miejscowość i gmina w Niemczech, w kraju związkowym Badenia-Wirtembergia, w rejencji Stuttgart, w regionie Ostwürttemberg, w powiecie Ostalb, wchodzi w skład wspólnoty administracyjnej Ellwangen (Jagst). Leży nad rzeką Jagst, ok. 10 km na północ od Aalen, przy drodze krajowej B290.

## Współpraca
Miejscowość partnerska:
- Großolbersdorf, Saksonia